# 오버도르프 (졸로투른주)

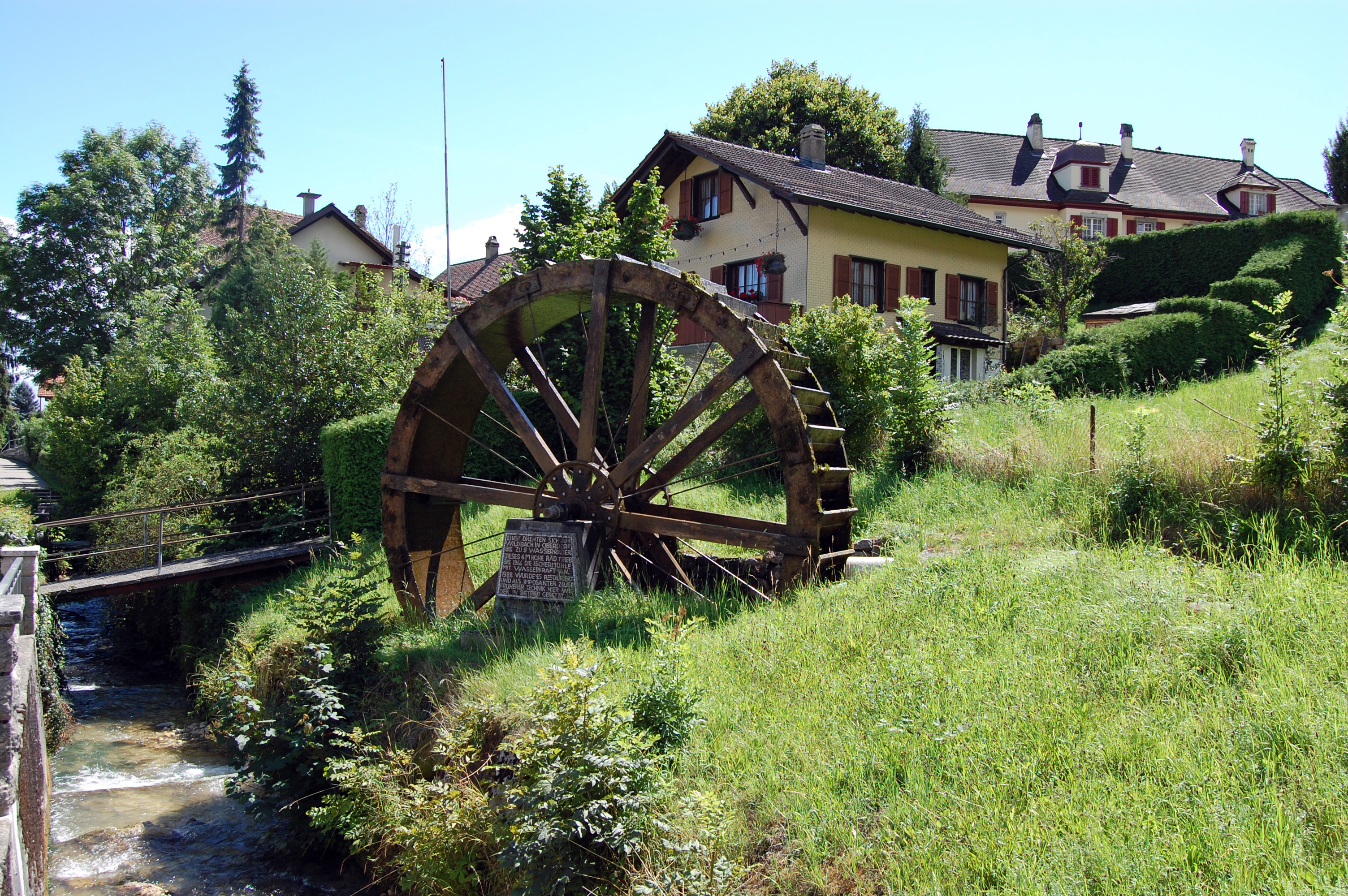
오버도르프

오버도르프(독일어: Oberdorf)는 스위스 졸로투른주에 위치한 도시로 면적은 11.95km2, 높이는 559m, 인구는 1,654명(2016년 3월 기준), 인구 밀도는 140명/km2이다.

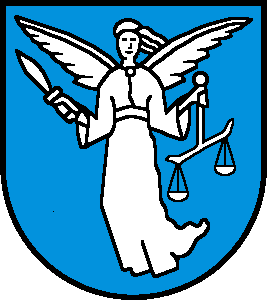
시 문장